# جون جنسن
جون جنسن (بالإنجليزية: John Jensen)‏ هو موظف مدني أسترالي، ولد في 20 مارس 1884، وتوفي في 17 فبراير 1970.